# Sociedade Geral de Indústria Comércio e Transportes

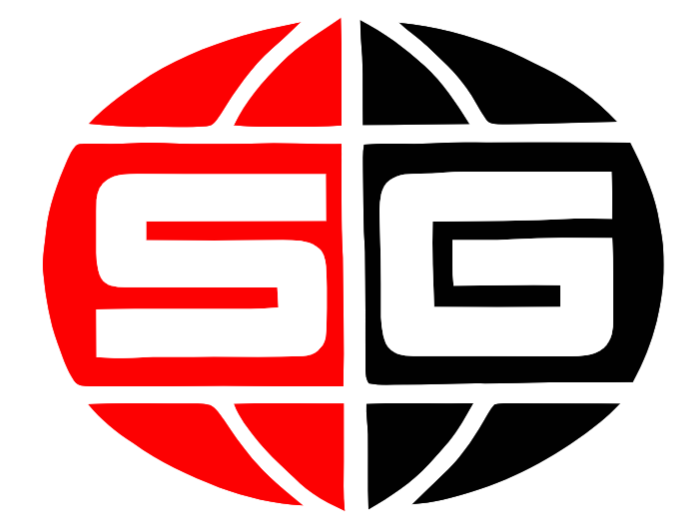
Sociedade Geral: logotipo.

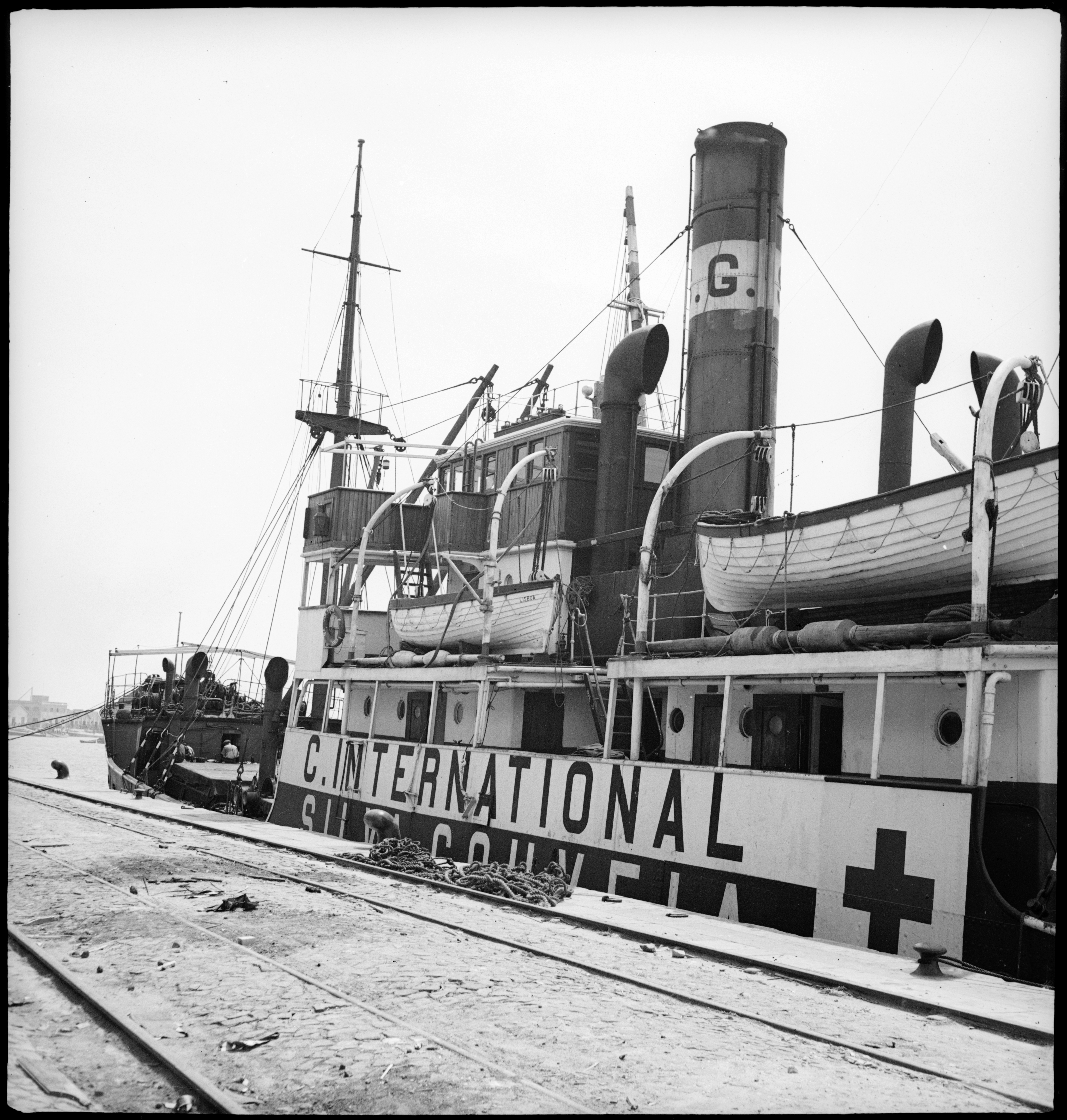
Navio Silva Gouveia, no Porto de Lisboa, em 1941

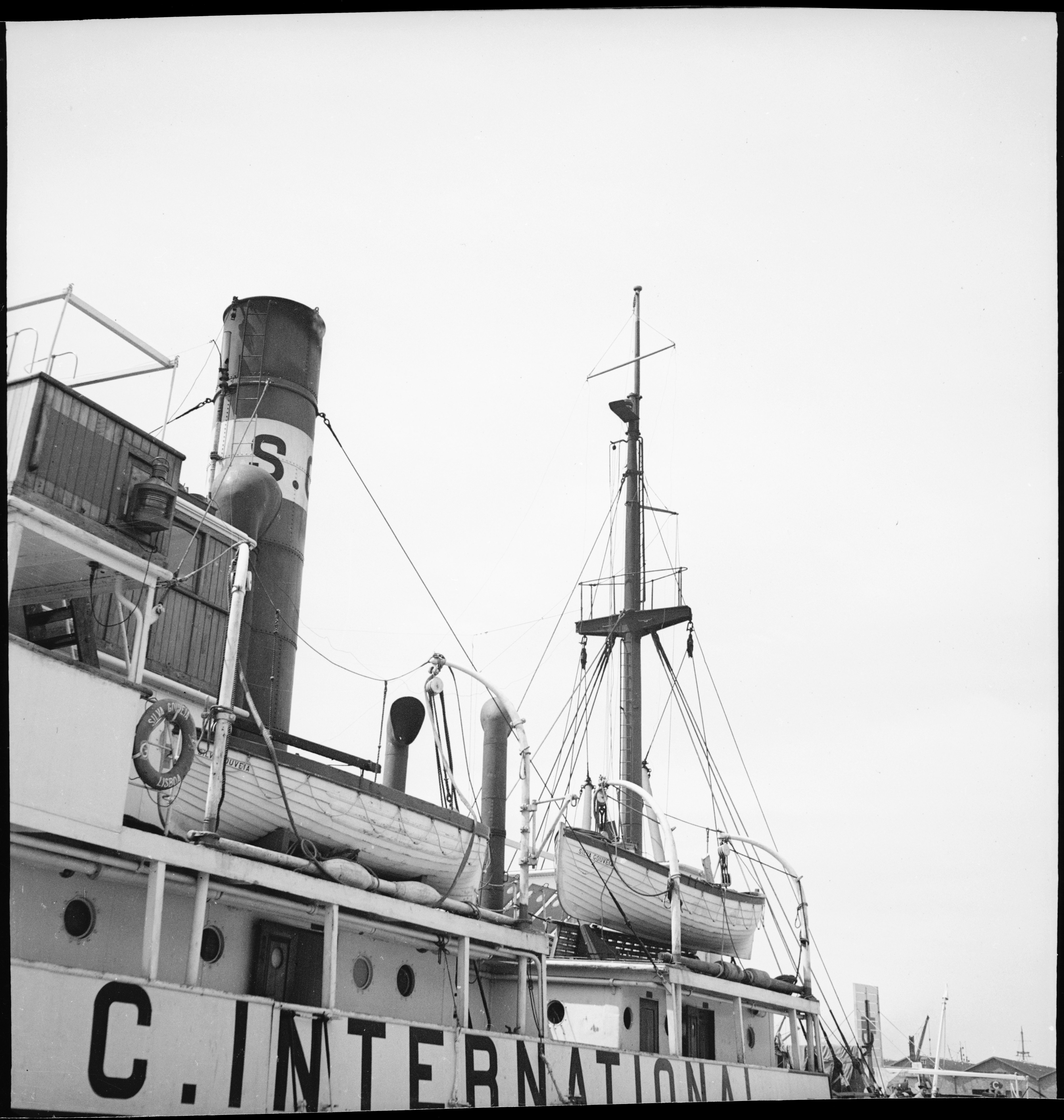
Outro ângulo do navio Silva Gouveia, no Porto de Lisboa, em 1941

A Sociedade Geral de Indústria Comércio e Transportes (SG) foi uma empresa criada por Alfredo da Silva em 1919. A Sociedade Geral foi adquirida pela Companhia Nacional de Navegação em 1972.

## História
A sociedade fundada com um capital inicial de 2 mil contos ouro, a 15 de Julho de 1919, tinha como missão alargar as participações de Alfredo da Silva, e da CUF, em outras empresas e negócios.
Devido ao facto de Alfredo da Silva ter sócios alemães, foi alvo de várias obstruções aos seus negócios por parte da Inglaterra nos anos da Primeira Guerra Mundial e seguintes, nomeadamente ao nível do transporte marítimo. Após algumas tentativas de entrar no capital, ou comprar, uma companhia de navegação, a Sociedade Geral avança para a constituição da sua própria companhia de navegação, que se irá distinguir pelas letras SG pintadas nas chaminés dos navios.

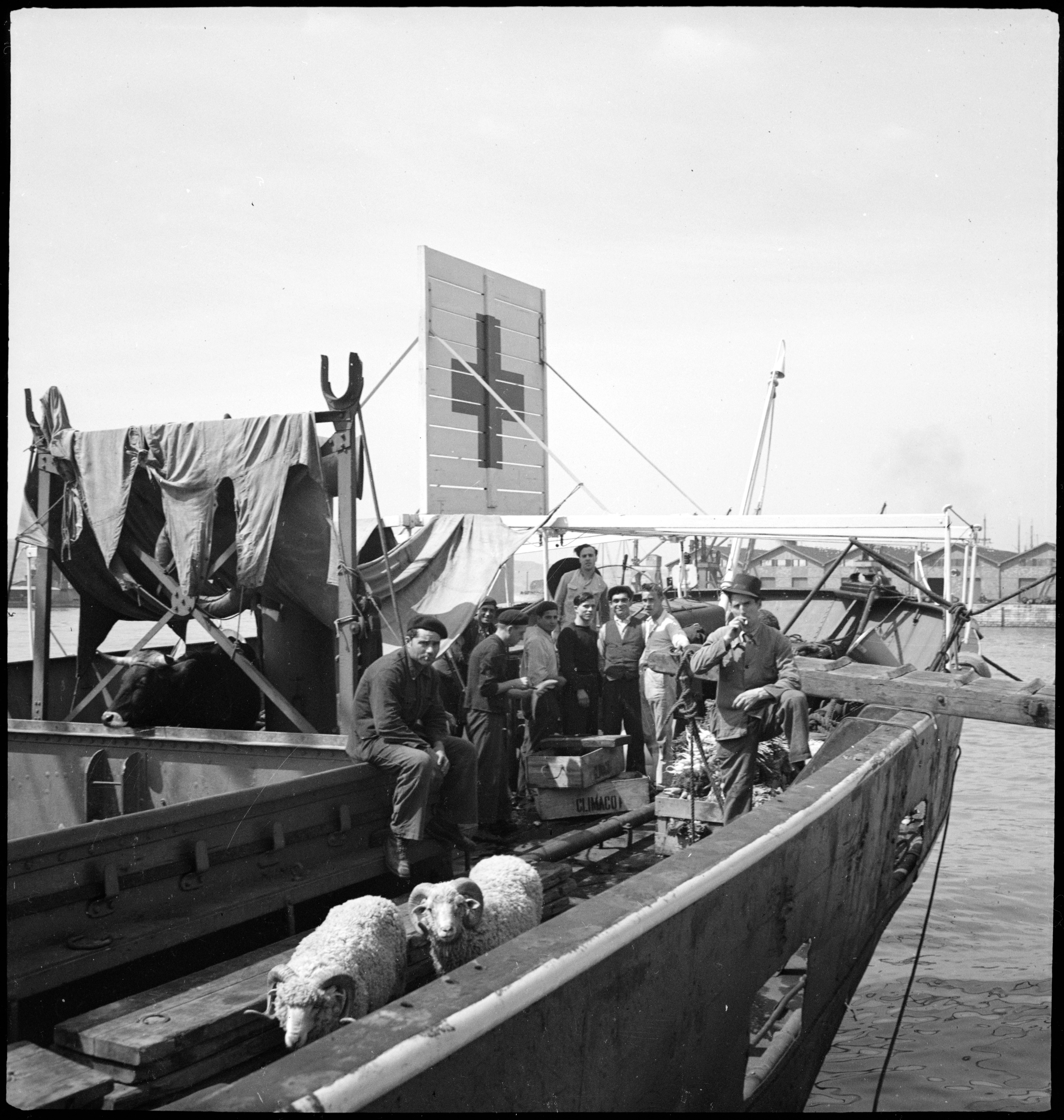
Trabalhadores da SG a bordo do Silva Gouveia, no Porto de Lisboa, em 1941

A SG vai estar envolvida em todos os principais negócios da CUF nos anos seguintes, através da compra (ou participação) no capital de várias empresas em Portugal e nas Colónias, tais como a criação da TAP, Soponata, Lisnave, entre outras.